# Lomnický štít
Vous lisez un « bon article » labellisé en 2011.  Il fait partie d'un « bon thème ».
Le Lomnický štít (prononciation : /lɔmɲɪt͡skiː ʃciːt/ ; hongrois : Lomnici-csúcs ; allemand : Lomnitzer Spitze ; polonais : Łomnica) est, avec ses 2 634 mètres d'altitude, le troisième plus haut sommet de la Slovaquie, de la chaîne des Tatras et de toutes les Carpates mais fut jusqu'au XIXe siècle considéré comme le plus haut.
Le sommet du Lomnický štít est le seul de la chaîne des Hautes Tatras à être accessible par téléphérique. Grâce à ce dernier, un observatoire astronomique ainsi qu'une station météorologique ont pu être installés. Cette dernière, avec −3,2 °C, enregistre la plus faible température moyenne annuelle de Slovaquie.
Il est protégé au sein du parc national slovaque des Tatras et son ascension, relativement difficile en particulier le mur ouest qui ne fut vaincu qu'en 1929, requiert généralement un guide de haute montagne.

## Toponymie
En 1644, David Frölich, géographe astronome et mathématicien originaire de Kežmarok le surnomme Vater en allemand, soit « père » en français. Les Slovaques de l'époque utilisaient Dedo signifiant « grand-père » en langue slovaque. Le pic fut souvent confondu avec le Kežmarský štít tout proche ; c'est ainsi qu'en 1717, Georg Buchholtz utilise le terme latin Petra altissima kesmarkiensis et, en 1752, son frère Jakob Buchholtz confirme ce nom en employant en allemand allerhöchster Kaisermärkerfels qui a pour équivalent français « la plus haute roche de Kežmarok ». En 1780, le pic apparaît sous le nom de Königsberg ou « montagne des rois » sur une carte du comitat de Spiš que l'on doit à Franciszek Florian Czaki, ce qui correspond au Królowa Tatrzańska, « reine des Tatras », que l'on retrouve dans la littérature polonaise. Robert Townson, en 1793, fait bien la distinction entre le Kežmarský štít et le Lomnický štít. Le nom actuel est répandu depuis le XIXe siècle et provient du village de Veľká Lomnica sur le territoire duquel se situait le pic avant 1947.
Un astéroïde découvert le 1er décembre 1980 par l'astronome tchèque Antonín Mrkos a été nommé (3168) Lomnický Štít.

## Géographie

### Situation, topographie
| \| Lomnický štít · ↓ Kežmarský štít ↓ Spišský štít ↓ Pyšný štít · ↓ \| Vue des pics du groupe du Lomnický štít depuis le Jahňací štít. |
| Lomnický štít · ↓ Kežmarský štít ↓ Spišský štít ↓ Pyšný štít · ↓                                                                       |

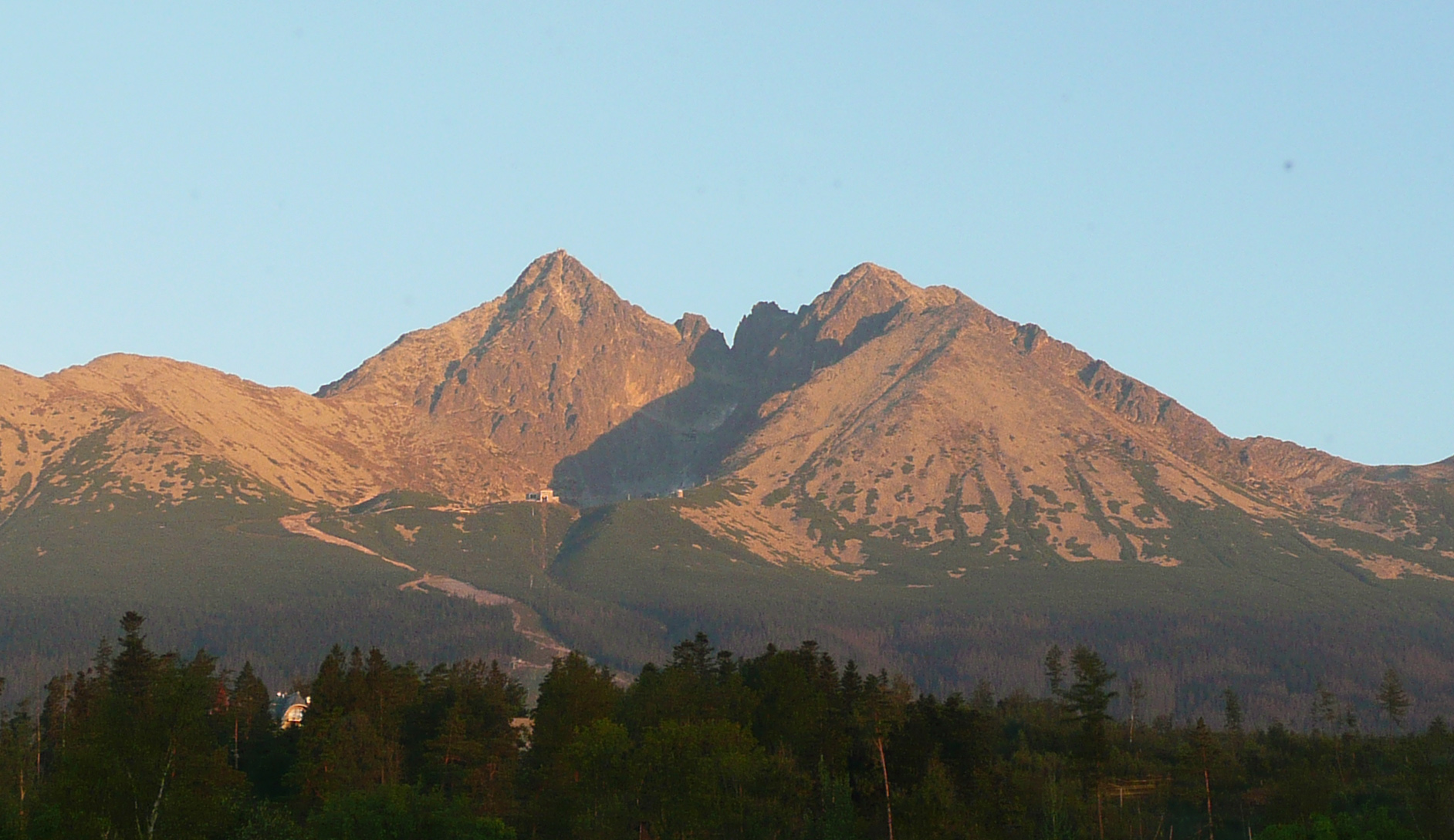
Lever de soleil vu depuis Tatranská Lomnica et stations du téléphérique

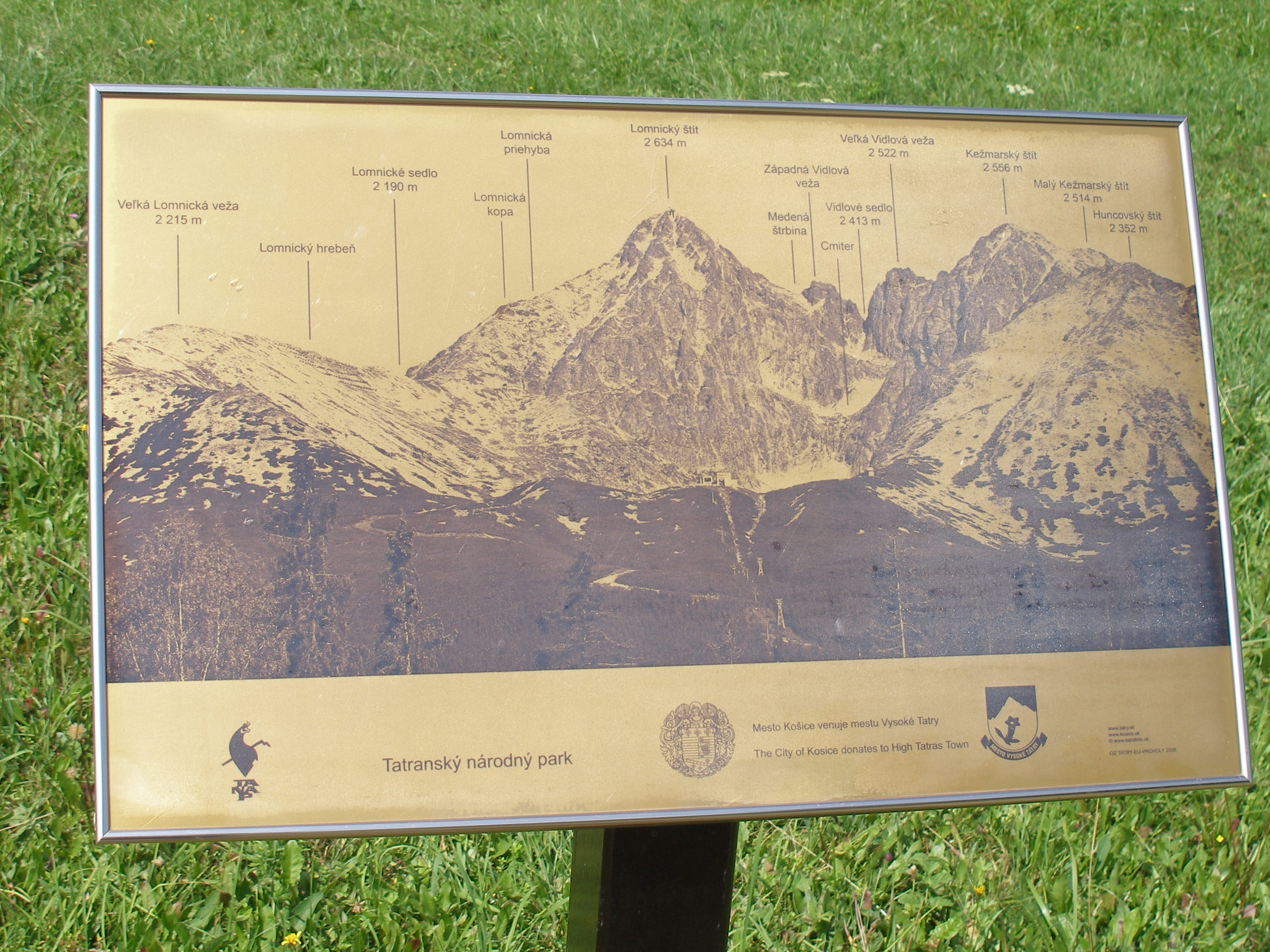
Carte détaillée pour les sommets vus depuis la Slovaquie

Le Lomnický štít est situé dans le Centre-Nord de la Slovaquie, dans l'Ouest du district de Poprad, sur la commune de Vysoké Tatry, à 90 kilomètres au nord-ouest de la deuxième ville du pays, Košice, et 250 kilomètres au nord-est de la capitale Bratislava. La frontière polonaise passe à neuf kilomètres à l'ouest et Cracovie se trouve à 100 kilomètres au nord.
Il fait partie des principaux sommets de la chaîne des Hautes Tatras et fut longtemps considéré comme le plus haut de cette dernière, dépassé seulement par le Gerlachovský štít (2 655 mètres), dont il est distant de sept kilomètres, et par son pic secondaire le Gerlachovská veža (2 642 mètres). Le sommet, en forme de pyramide à trois faces et situé à la croisée de trois crêtes, surplombe les environs. La première crête s'étend vers le nord-ouest en direction du Pyšný štít (2 621 mètres), du Malý Pyšný štít (2 590 mètres), du Spišský štít (2 481 mètres) et continue au-delà des Baranie rohy (2 526 mètres) avec la crête principale des Hautes Tatras. La deuxième, vers le nord-est, conduit au Kežmarský štít (2 556 mètres) et se termine au sommet de la Veľká Svišťovka (2 018 mètres). La troisième, appelée crête du Lomnický (slovaque : Lomnický hrebeň) descend progressivement en direction du sud. Entre ces trois crêtes, les vallées de Dolina Bielej vody, Skalnatá dolina et Malá Studená dolina comportent plusieurs lacs d'origine glaciaire. L'altitude reconnue du Lomnický štít est de 2 632 mètres.

### Climat

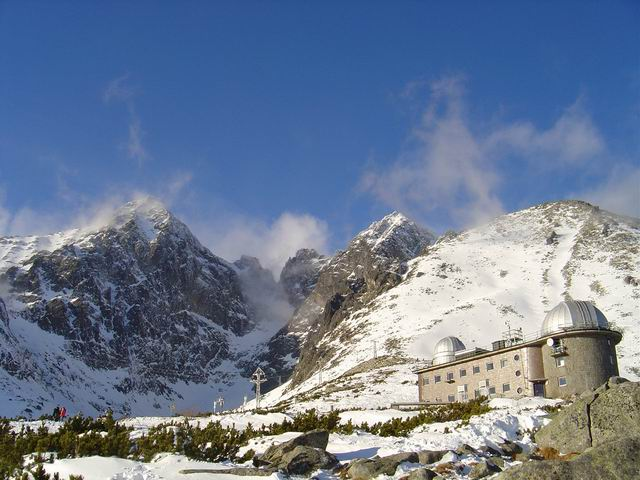
Vue de l'observatoire Skalnaté pleso au pied du Lomnický Štíť.

La station météorologique du Lomnický štít (altitude 2 635 m) est la plus élevée des Hautes Tatras. Elle a été mise en service en 1940 et après une interruption à la fin de la Seconde Guerre mondiale, elle reprit ses mesures le 1er janvier 1947, mesures ininterrompue depuis lors. La station de Skalnaté pleso (altitude 1 778 m) a commencé ses mesures en 1939. Des quatre-vingts stations météorologique de Slovaquie celle du Lomnický štít est celle qui enregistre la plus faible température moyenne annuelle, avec −3,2 °C, ainsi que les records de température moyenne mensuelle basse, avec −18,1 °C en février 1956, et annuelle basse avec −5,2 °C pour l'année 1956.
La température la plus élevée est observée en juillet au Skalnaté pleso mais souvent en août au sommet. Ainsi, on observe en juillet 14,8 °C à Tatranská Lomnica (827 m) et 9,4 °C à la station de Skalnaté pleso (1 778 m) et en août 3,6 °C au sommet de Lomnický štít (2 635 m). À une altitude d'environ 1 000 mètres, on compte encore de cinq à dix jours par an avec une température diurne de plus de 25 °C ; de telles journées ne sont plus observées au-delà de 1 800 m.
En hiver, les températures enregistrées sont les plus froides en janvier contre février au sommet.
Les précipitations augmentent avec l'altitude. On enregistre au Skalnaté pleso 1 380 mm par an contre 1 561 mm au sommet. En altitude ces précipitations tombent le plus souvent sous forme de neige dont le sommet est couvert plus de 200 jours par an.
| Mois                                  | jan.       | fév.       | mars       | avril      | mai       | juin      | jui.      | août     | sep.       | oct.       | nov.       | déc.       | année      |
| ------------------------------------- | ---------- | ---------- | ---------- | ---------- | --------- | --------- | --------- | -------- | ---------- | ---------- | ---------- | ---------- | ---------- |
| Température minimale moyenne (°C)     | −12        | −13,2      | −11        | −7,3       | −2,4      | 0,1       | 2,6       | 2,6      | −0,5       | −3,4       | −8,1       | −10,9      | −5,3       |
| Température moyenne (°C)              | −10,1      | −11,2      | −8,8       | −5,1       | −0,2      | 2,4       | 5         | 4,9      | 1,6        | −1,5       | −6,3       | −9         | −3,2       |
| Température maximale moyenne (°C)     | −8,2       | −9,1       | −6,6       | −2,8       | 2,1       | 4,8       | 7,4       | 7,2      | 3,6        | 0,3        | −4,4       | −7,1       | −1,1       |
| Record de froid (°C) date du record   | −30,8 1987 | −29,9 1985 | −31,2 1987 | −22,3 2003 | −17 1980  | −9,4 1994 | −7,2 1983 | −11 1981 | −11,6 1995 | −19,2 1997 | −23,2 1989 | −28,5 2001 | −31,2 1987 |
| Record de chaleur (°C) date du record | 3,1 1982   | 6,2 2021   | 8,5 1982   | 9 2012     | 14,5 2005 | 17,4 2019 | 19,5 2019 | 24 1981  | 14,3 2012  | 12,5 2001  | 10,5 2015  | 8,4 1994   | 24 1981    |
| Nombre de jours avec gel              | 31         | 27,8       | 30,9       | 29,4       | 22        | 14,8      | 7,8       | 7,3      | 15,2       | 21,7       | 28,2       | 30,8       | 266,9      |
| Précipitations (mm)                   | 118        | 120        | 99         | 126        | 120       | 187       | 188       | 142      | 91         | 93         | 129        | 148        | 1 561      |
| Nombre de jours avec précipitations   | 18         | 18,6       | 21,9       | 21,7       | 17,6      | 19,9      | 22        | 16,6     | 14         | 16         | 18,2       | 20,6       | 225,1      |

| Diagramme climatique                                  |              |           |             |            |           |           |           |           |           |             |              |
| J                                                     | F            | M         | A           | M          | J         | J         | A         | S         | O         | N           | D            |
| −8,2−12118                                            | −9,1−13,2120 | −6,6−1199 | −2,8−7,3126 | 2,1−2,4120 | 4,80,1187 | 7,42,6188 | 7,22,6142 | 3,6−0,591 | 0,3−3,493 | −4,4−8,1129 | −7,1−10,9148 |
| Moyennes : • Temp. maxi et mini °C • Précipitation mm |              |           |             |            |           |           |           |           |           |             |              |

| Mois                              | jan. | fév. | mars | avril | mai | juin | jui. | août | sep. | oct. | nov. | déc. | année |
| --------------------------------- | ---- | ---- | ---- | ----- | --- | ---- | ---- | ---- | ---- | ---- | ---- | ---- | ----- |
| Température maximale moyenne (°C) | −6,1 | −6,6 | −4,4 | −0,8  | 4   | 8,1  | 10   | 9,7  | 6,3  | 3,2  | −0,9 | −3,2 | 1,6   |
| Précipitations (mm)               | 82   | 70   | 81   | 103   | 128 | 194  | 208  | 159  | 96   | 84   | 88   | 87   | 1 380 |

### Géologie
La montagne possède un relief rocheux alpin constitué de granodiorite appartenant à l'unité géologique Tatricum. Cette unité géologique est présente sur toute la partie méridionale du massif des Hautes Tatras et provient de sédiments préalpins du début du Paléozoïque au Mésozoïque. Des dépôts d'érosion du Pléistocène et de l'Holocène sont présents dans les vallées. Ces sédiments sont en alternance de type alluviaux et glaciaires en fonction des cycles climatiques.

### Faune et flore
Le Lomnický štít étant un des points culminants de la chaîne, on y rencontre les cinq étages de végétation présents dans les Hautes Tatras. L'étage collinéen s'étend jusqu'à 1 300 mètres d'altitude et se compose de forêts plantées d'épicéas qui ont remplacé la forêt de hêtres originelle. Il est suivi d'un étage montagnard entre 1 300 et 1 550 mètres d'altitude constitué d'épicéas, peu d'arbrisseaux et un fort développement des mousses. L'étage subalpin, entre 1 550 mètres et 1 850 mètres d'altitude, est constitué de pins et de nombreuses herbes. L'étage alpin s'étend entre 1 850 et 2 300 mètres d'altitude où l'on retrouve des prairies d'altitude. Le dernier étage, à partir de 2 300 mètres d'altitude, l'étage subnival abrite une végétation pauvre, avec principalement des lichens. Dans les prairies alpines d'altitude, on ne compte plus que 300 espèces différentes sur l'ensemble des Tatras et seulement 40 sont présentes au-dessus de 2 600 mètres.
On y retrouve toutes les richesses de la faune des Hautes Tatras comme le chamois (Rupicapra rupicapra tatrica), la marmotte (Marmota marmota latirostris), l'ours brun (Ursus arctos), le loup (Canis lupus), le lynx (Lynx lynx), le chat sauvage (Felis sylvestris) ou la Vipère péliade (Vipera berus).

## Histoire

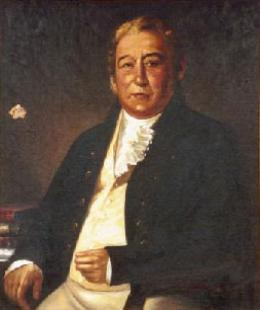
Portrait de Robert Townson, qui détermina la hauteur relative du Lomnický štít par rapport au Kriváň.

La première ascension du Lomnický štít se fit depuis le Medené lávky. Celle-ci fut réalisée par le cordonnier et mineur amateur Jakub Fábry dans les années 1760-1790. La première ascension officiellement enregistrée a été effectuée le 16 août 1793 depuis la Malá Studená dolina par le médecin, naturaliste et voyageur écossais Robert Townson durant un voyage qu'il effectua dans les pays de l'empire d'Autriche. Celui-ci, grâce à la méthode barométrique, détermina avec seulement une légère erreur l'altitude du Lomnický štít qu'il établit à 2 882 yards c'est-à-dire 2 644 mètres et correspond à une erreur de 12 mètres par rapport aux mesures les plus récentes. La première ascension hivernale est l'œuvre de Theodor Wundt et Jakob Horvay en 1891.
Basé simplement sur des observations visuelles, le Lomnický štít concourut au statut de point culminant des Hautes Tatras avec le Kriváň, qui domine le paysage depuis l'ouest, jusqu'à 1793 lorsque le Lomnický štít fut précisément identifié comme le plus haut des deux, mais aussi par erreur comme le plus haut pic de la chaîne :

« Je résolus définitivement de grimper sur la cime de Lomnitz, réputée la plus haute de toutes ces montagnes, à l’exception du Kriváň. »

L'altitude relative entre les deux montagnes a été déterminée par Robert Townson :

« Le temps était très beau et le Kriváň, qui avait pendant la nuit une coiffe de neige, semblait sublime. […] 1 888 yards au-dessus du village de Vasetz (Važec) ; le Kriváň est donc un peu plus bas que le pic Lomnitz (Lomnický štít). »

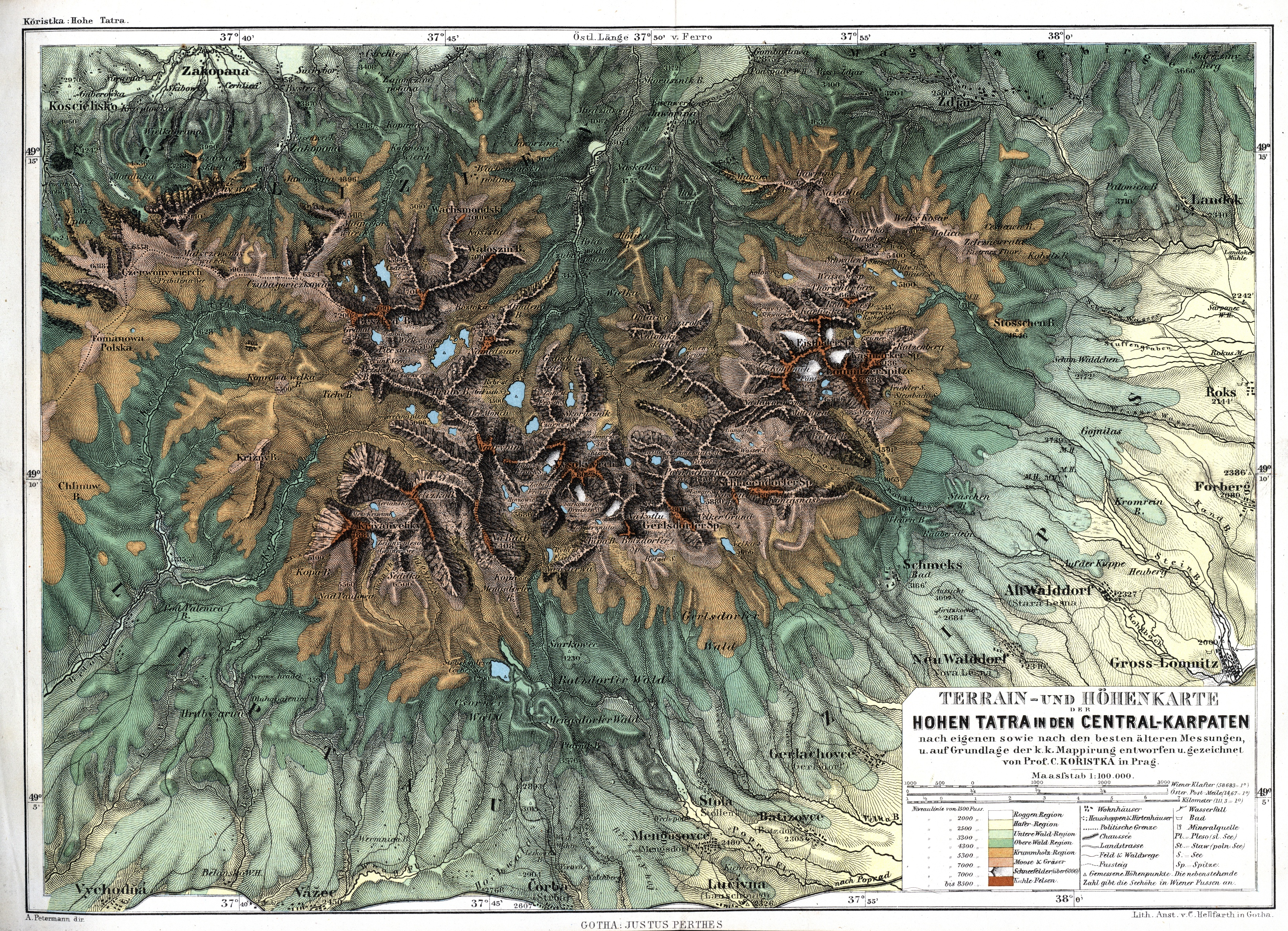
Carte de 1865 sur laquelle le Lomnický štít (8328 pieds) apparaît comme le point culminant des Hautes Tatras.

Le forestier Ludwig Greiner, en 1838, par triangulation, détermina avec une erreur de mesure de seulement treize mètres la hauteur des principaux pic des Hautes Tatras et corrige l'erreur qui attribuait au Lomnický štít le statut de point culminant. Ses résultats furent formellement confirmés par une étude de l'armée autrichienne en 1868. Pourtant, ils ne furent généralement validés qu'après la publication d'une nouvelle série de cartes officielles d'Europe centrale par l'Institut géographique militaire de Vienne vers 1875,.
Au début du XXe siècle, le Lomnický štít est devenu un objectif pour les alpinistes, en particulier pour le mur ouest qui ne fut vaincu qu'en 1929. C'est aussi à cette période que l'on doit les premiers projets de téléphérique sur les principaux pics des Hautes Tatras dont seul celui du Lomnický štít fut concrétisé. Les plans en furent établis par l'architecte slovaque Dušan Jurkovič avec un départ à proximité du Grand Hotel Praha à Tatranská Lomnica et deux stations intermédiaires (Štart et Skalnaté pleso). Les travaux purent débuter en 1936 pour le tronçon entre Tatranská Lomnica et Skalnaté pleso, mais ils furent ralentis par les conditions climatiques et les changements politiques, si bien qu'en 1940 c'est l'État slovaque qui se chargea de compléter le second tronçon entre Skalnaté pleso et le sommet. Dès 1941, le premier tronçon servit à transporter le matériel de construction de l'observatoire Skalnaté pleso. Le 27 janvier 1945 l'armée allemande en retraite tenta sans succès de détruire les installations du Lomnický štít, en particulier l'observatoire inauguré deux ans plus tôt.
Une station météo fut installée entre 1954 et 1955 puis, entre 1957 et 1962, on construisit un observatoire au sommet du pic. En 1963, les bâtiments du Skalnaté pleso et la station intermédiaire entre Tatranská Lomnica et Skalnaté pleso furent classés monument culturel. Le 15 septembre 1973, la rupture accidentelle du câble du téléphérique entre Tatranská Lomnica et Skalnaté pleso entraîna la cabine no 1 dans une chute 130 mètres avant cette dernière station, causant le décès d'une personne. Le service ne reprit que le 15 février 1975. Cet accident démontra la nécessité d'une modernisation des deux tronçons du téléphérique. La partie supérieure rénovée fut inaugurée à l'été 1989. En 1999, le premier tronçon du téléphérique a été abandonné. Il était doublé depuis la fin des années 1970 par une télécabine qui provoqua également un accident mortel en 1992 et fut rénovée à la suite de ce dernier.

## Activités

### Observatoires

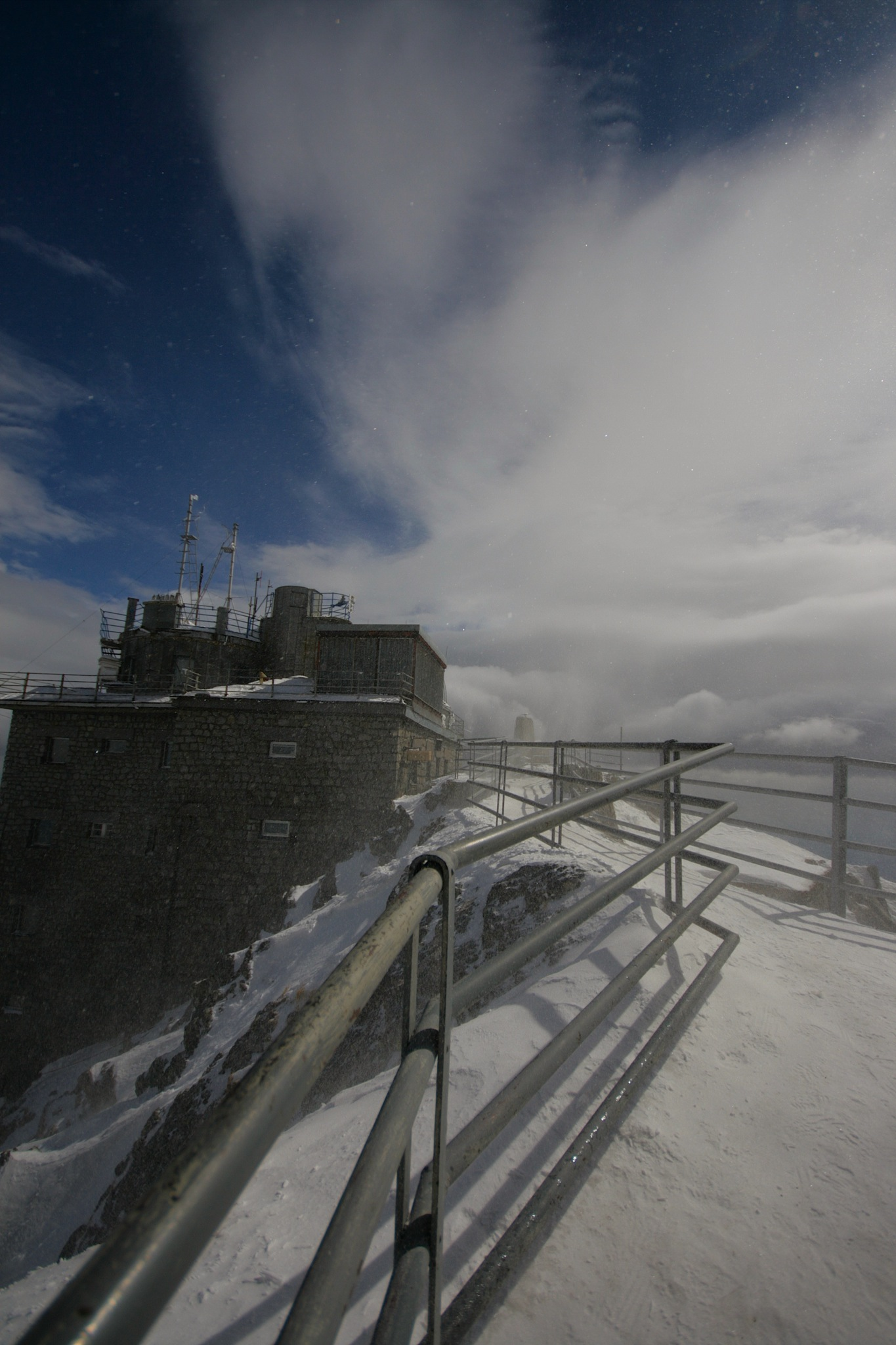
Vue de l'observatoire au sommet

Un observatoire astronomique est situé sur le sommet du Lomnický štít et un second aux abords du Skalnaté Pleso. Tous deux sont gérés par l'Institut d'astronomie de l'Académie slovaque des sciences.
L'observatoire Skalnaté pleso fut inauguré en 1943. Il est équipé d'un astrographe de 61 cm avec réflecteur qui sert principalement à la photométrie des astéroïdes et d'un télescope de 0,6 m pour la photométrie de différents types d'étoiles. Dans les bâtiments de l'observatoire on trouve également une station météorologique gérée par l'Institut de géophysique de l'Académie slovaque des sciences.
Au sommet, un second observatoire est spécialisé dans l'étude du soleil et en particulier en coronographie. On y trouve également un moniteur à neutrons du département d'astrophysique de l'Institut de physique expérimentale de Košice ainsi que la présence d'un météorologue de l'Institut slovaque d'hydrométéorologie.

### Ascension
Aucun sentier balisé ne mène au sommet, à l'inverse du Kriváň. Un guide de haute montagne est donc obligatoire sous peine d'amendes, de plus l'orientation n'est pas toujours évidente. L'itinéraire habituel part du Lomnické sedlo et monte vers Lomnická kopa où l'on suit la crête. C'est la partie la plus technique du trajet où l'usage de crampons et de chaînes est nécessaire mais reste accessible pour toute personne en bonne condition physique.
Un autre itinéraire pour le sommet est possible mais plus difficile ; il part de la Malá studená dolina au chalet Téryho chata. D'autres voies sont possibles pour les alpinistes, certaines relativement faciles, d'autres vraiment difficiles.

### Infrastructures

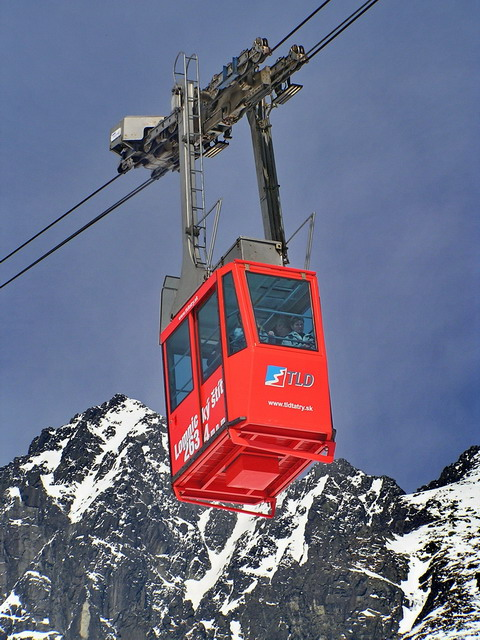
Cabine du téléphérique entre le Skalnaté Pleso et le sommet

Le Lomnický štít est l'unique sommet des Hautes Tatras accessible par remontée mécanique. Un téléphérique montant sur une distance de 1 872 mètres permet d'atteindre le sommet à 2 632 mètres d'altitude à partir du Skalnaté Pleso à 1 764 mètres d'altitude. Skalnaté Pleso, départ de piste de ski, est lui accessible par une télécabine et un télésiège. Seuls les aller-retour sont vendus pour accéder au sommet et le séjour au sommet est limité à cinquante minutes en raison de la capacité du téléphérique. Celui-ci ne peut emporter que 15 personnes pour un trajet de neuf minutes c'est-à-dire une capacité de 50 personnes par heure.
L'eau potable n'est pas disponible au sommet et doit être transportée depuis Skalnaté Pleso. L'alimentation électrique se fait par un câble de 10 kV qui permet entre autres de faire fonctionner le chauffage central électrique de l'observatoire installé depuis la fin des années 1980. Le chauffage, qui fonctionne toute l'année, se faisait auparavant par combustion de coke. On trouve également un petit buffet pour les touristes. Une antenne de retransmission de télévision est placée sur le pic depuis 1957.

### Protection environnementale
Le Lomnický štít est situé dans le parc national slovaque des Tatras. En outre, le sommet correspond à la limite de trois réserves naturelles nationales créées en 1991 : Dolina Bielej vody (16 611 100 m2), Skalnatá dolina (10 690 500 m2) et Studené doliny (22 224 100 m2). Ces trois réserves ont été classées dans une zone de protection du cinquième degré dans laquelle l'organisme de protection, ici l'administration du parc national des Tatras, peut interdire toute forme d'activité humaine,,. Ainsi, les randonneurs non accompagnés ou pratiquant le camping peuvent s'exposer à des amendes.